# Вельяминов-Зернов Обиняков, Никита Дмитриевич
Никита Дмитриевич Вельяминов-Зернов «Обиняков» (? — 1638) — дворянин московский, рында, стольник и воевода, затем окольничий (с 1637 года), старший из трёх сыновей окольничего Дмитрия Ивановича Вельяминова-Зернова. Младшие братья — Пётр и Семён Вельяминовы-Зерновы.

## Биография
В 1594-1595 годах Никита Вельяминов-Зернов упоминается звании царского рынды при приёмах иностранных послов.
В 1605 году Никита Дмитриевич Вельяминов-Зернов Обиняков числился разрядами чашников при царе Борисе Годунове. После победы царских воевод над Лжедмитрием в битве под Добрыничами (январь 1605) он был послан «с речью и милостивым словом» к главнокомандующему, боярину князю Фёдору Ивановичу Мстиславскому, который получил ранение в голову. Он должен был передать боярину князю Дмитрию Ивановичу Шуйскому «с товарыщи» поклон от царя и царевича Фёдора Борисовича одновременно с выговором за то, что они не сообщили царю о сражении «с литовскими людьми и с Растригою». В 1607 году — полковой воевода в Ядрине.
В 1609 году Никита Вельяминов-Зернов, находившийся на воеводстве в Костроме, был активным сторонником Лжедмитрия II, который в своей грамоте от 4 марта гетману Яну Петру Сапеге сообщал: «Писал к нам боярин наш и воевода Никита Дмитриевич Вельяминов, что пришли под Кострому изменники наши Галицкие, Вологодские, Унженские, Кологривские и Парфеньевские, а иных к себе ждут в прибавку». Тушинский вор приказал Яну Петру Сапеге отправить на выручку костромскому воеводе полковника Александра Лисовского. Однако эта просьба не была исполнена. Царский воевода Н. В. Вышеславцев разбил тушинское войско под Ярославлем, а 8 апреля занял сам город. Другой воевода Д. В. Жеребцов занял Кострому и осадил Никиту Вельяминова в Ипатьевском монастыре, но ещё в начале мая Н. Д. Вельяминов продолжал находиться там в осаде с небольшим количеством детей боярских. Позднее, когда король Речи Посполитой Сигизмунд III стал вести переговоры с Тушинским лагерем и переманивать на свою сторону польских и русских сторонников самозванца, Никита Вельяминов одним из первым откликнулся на посулы короля и принял участие в посольстве под Смоленск (31 января 1610 года) от русских тушинцев. 30 марта того же года Никита Вельяминов получил от польского короля грамоту на вотчины в Костромском, Шацком, Мещовском, Данковском, Муромском, Углицком и Чухломском уездах. 11/21 сентября король Речи Посполитой Сигизмунд III Ваза обратился к боярскому правительству «Семибоярщины», управлявшему Русским государством, с грамотой, приказывая им заняться устройством дел тех достойных людей, которые «преж всех» перешли на королевскую службу. Им было приказано вернуть дворы в Москве и розыскать имущество или же обеспечить жалованьем из казны. Кроме того, было велено отдать ему из вотчины князей Шуйских село Палеч в Суздальском уезде и село Порское с деревнями во Владимирском уезде. Вскоре под Смоленском были распределены высшие должности в управлении московскими приказами. Н. Д. Вельяминов, названный боярином, возглавил Ямской приказ.

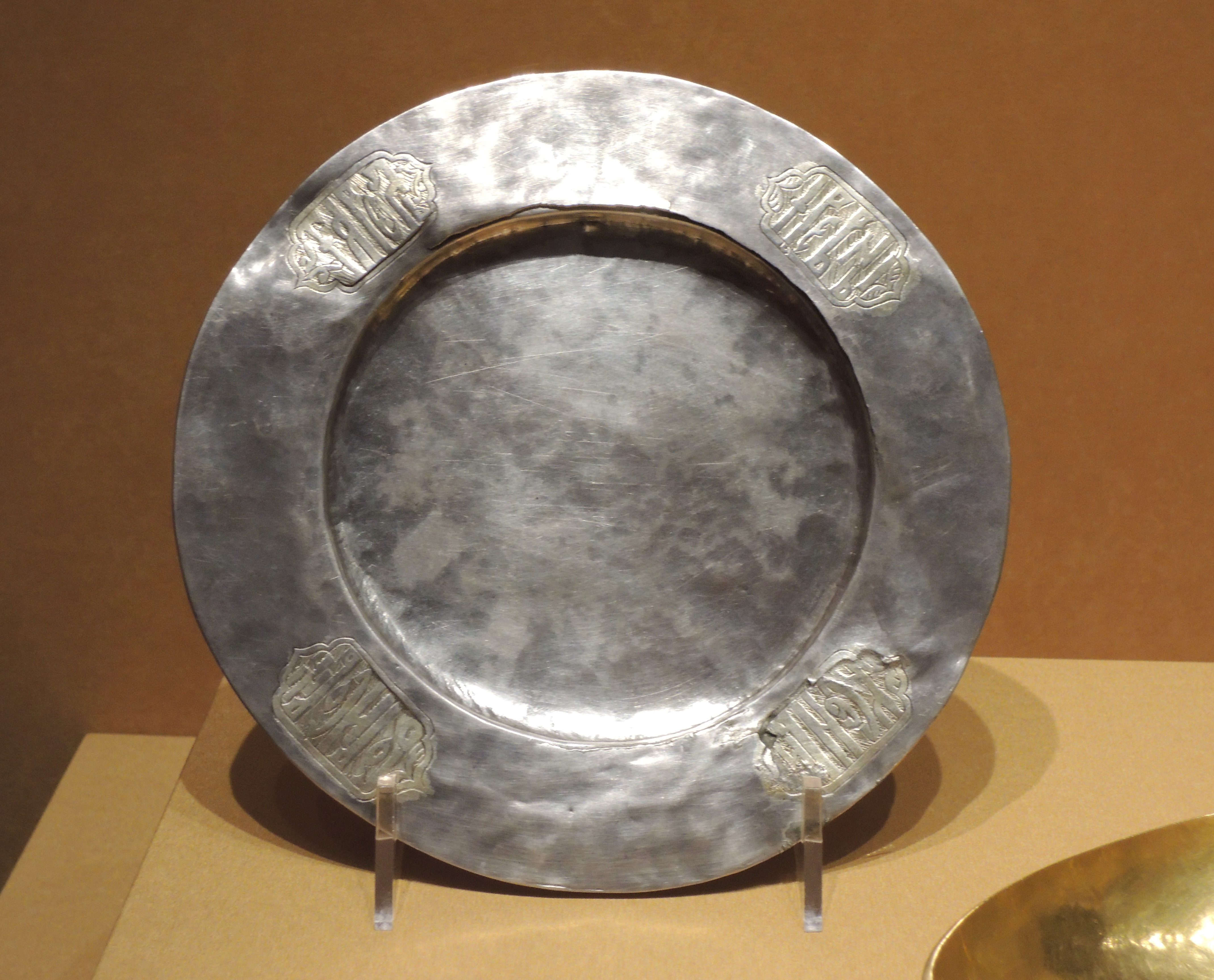
Тарель. Москва, Мастерские Кремля. 1598—1605. Серебро. Сергиево-Посадский музей-заповедник. Имеет владельческую надпись: «Тарель Цревны Ксеньи Борисовны». Вместе с другими серебряными сосудами была вложена в монастырь родственником Годуновых боярином Никитой Вельяминовым на помин её души.

После воцарения Михаила Фёдоровича Романова Никита Дмитриевич Вельяминов-Зернов вместе с князем Иваном Фёдоровичем Хованским находился на воеводстве во Пскове (1613—1614). В 1615—1616 годах — воевода в Дорогобуже. В 1616—1620 годах Н. Д. Вельяминов находился на воеводстве в Терках, в 1623—1626 годах — на Двине, затем был отозван в Москву и находился при царском дворе. В 1629—1634 годах — второй судья во Владимирском судном приказе.
В 1638 году Никита Дмитриевич Вельяминов-Зернов Обиняков скончался, не оставив потомства.